# São Domingos e Vale de Água
São Domingos e Vale de Água (llamada oficialmente União das Freguesias de São Domingos e Vale de Água) es una freguesia portuguesa del municipio de Santiago do Cacém, distrito de Setúbal.

## Historia
Fue creada el 28 de enero de 2013 en aplicación de una resolución de la Asamblea de la República de Portugal promulgada el 16 de enero de 2013 con la unión de las freguesias de São Domingos y Vale de Água, pasando su sede a estar situada en la antigua freguesia de São Domingos.

## Demografía
| Gráfica de evolución demográfica de São Domingos e Vale de Água entre 2011 y 2021 |
|                                                                                   |
| Datos según el nomenclátor publicado por el INE portugués.                        |